# Arrondissement Chalon-sur-Saône
Chalon-sur-Saône is een arrondissement van het Franse departement Saône-et-Loire in de regio Bourgogne-Franche-Comté. De onderprefectuur is Chalon-sur-Saône.

## Kantons
Het arrondissement was tot 2014 samengesteld uit de volgende kantons:
- Kanton Buxy
- Kanton Chagny
- Kanton Chalon-sur-Saône-Centre
- Kanton Chalon-sur-Saône-Nord
- Kanton Chalon-sur-Saône-Ouest
- Kanton Chalon-sur-Saône-Sud
- Kanton Givry
- Kanton Montceau-les-Mines-Nord
- Kanton Montceau-les-Mines-Sud
- Kanton Montchanin
- Kanton Mont-Saint-Vincent
- Kanton Saint-Germain-du-Plain
- Kanton Saint-Martin-en-Bresse
- Kanton Sennecey-le-Grand
- Kanton Verdun-sur-le-Doubs

Na de herindeling van de kantons bij decreet van 18 februari 2014, met uitwerking op 22 maart 2015 zijn dat :
- Kanton Blanzy ( deel 12/17 )
- Kanton Chagny ( deel 15/27 )
- Kanton Chalon-sur-Saône-1
- Kanton Chalon-sur-Saône-2
- Kanton Chalon-sur-Saône-3
- Kanton Charolles ( deel 1/33 )
- Kanton Cluny ( deel 2/52 )
- Kanton Gergy
- Kanton Givry
- Kanton Montceau-les-Mines ( deel 1/2 )
- Kanton Ouroux-sur-Saône
- Kanton Saint-Rémy
- Saint-Vallier ( deel 1/5 )
- Kanton Tournus  ( deel 17/31 )